# Crataegus harbisonii
Crataegus harbisonii es una especie de planta del género Crataegus, perteneciente a la familia Rosaceae.

## Taxonomía
Crataegus harbisonii fue descrita por Chauncey Delos Beadle en 1899.

## Distribución
Se encuentra en el territorio de Alabama y Tennessee.